# لی‌لی مونوری
لی‌لی مونوری (مجاری: Lili Monori؛ زادهٔ ۱۰ اکتبر ۱۹۴۵) بازیگر اهل مجارستان است.
از فیلم‌ها یا برنامه‌های تلویزیونی که وی در آن نقش داشته‌است، می‌توان به خدای سفید اشاره کرد.